# La Carmagnole
La Carmagnole (en català: "La Carmanyola") és el títol d'una cançó francesa creada i feta popular durant la Revolució Francesa, acompanyada per un ball salvatge homònim, que pogué haver estat importat a França pels piemontesos. Fou cantada per primera vegada l'agost de 1792 i fou successivament interpretada durant els esdeveniments revolucionaris de 1830, 1848, 1863–64 i 1882-83. L'autoria és desconeguda però el títol es refereix a la jaqueta curta portada pels militants sans-culottes de classe treballadora, adoptada de la vestimenta de la pagesia piemontesa, anomenada per la ciutat de Carmagnola.
Amb sarcasme es canta sobre els triomfs contra la reina Maria Antonieta (Madame Veto), el rei Lluís XVI (Monsieur Veto) i els monàrquics francesos en general.

## Història

Carmagnole, peça de roba exposada al Musée de l'Armée, París.

Hi ha diverses hipòtesis de la cançó i l'origen d'ella. Principalment fou una proclama de manifestació o de diversió pels revolucionaris. També fou utilitzada com a insult contra els adversaris de la Revolució francesa. Un càstig popular de l'època fou obligar a cantar i ballar la Carmagnole als contrarevolucionaris, el qual pogueren haver estat marquesos, dames, prínceps, monjos, bisbes, arquebisbes, cardenals i similars. La cançó revolucionària també es documentà com a crit de batalla. Concretament, el 6 de novembre de 1792, a la batalla de Jemappes, es documentà que, «els sans-culottes de l'exèrcit s'enfrontaren a l'enemic cantant La Marseillaise i La Carmagnole. Fou una gran victòria republicana, i tots els de Bèlgica caigueren als exèrcits revolucionaris.».
Quan no es cantà en una batalla real sovint es cantà després de victòries polítiques o militars. Un d'aquests esdeveniments ocorregué després de l'assalt del Palau de les Teuleries la nit del 9 al 10 d'agost de 1792. Les persones més radicals de París refermaren el seu poder per forçar al rei a fugir a la propera Assemblea Nacional. Després de l'assalt al palau i la massacre de la Guàrdia suïssa personal del rei, la massa parisenca, «borratxa amb sang, ballà i cantà la Carmagnole per a celebrar la victòria». Generalment, la cançó també s'associà amb exhibicions populars de base, així com festivals o plantades d'arbres de llibertat. Un costum comú fou el d'incloure públic cantant en aquests esdeveniments simbòlics i, en el transcurs de la Revolució, «uns 60,000 arbres de la llibertat foren plantats», donant moltes oportunitats a les persones per a cantar.

## Importància
La cançó fou un mitjà d'expressió molt important a França durant la Revolució. Durant aquest període, s'escrigué La Marseillaise, convertida en l'himne nacional francès. S'escrigué que, «els francesos s'enorgulliren del seu costum de cantar i la consideraren com una font del seu èxit». Al prefaci del Chansonnier de la République, hi ha preguntes que la República francesa planteja al món: «Què diran els reaccionaris ferotges, que acusen França d'unitat, quan els vegin iguals als herois de l'antiguitat en cantar la Carmagnole? Què diran quan sentin als camps de batalla dels republicans aquests refranys patriòtics, que precedeixen i segueixen els combats més sagnants?». La Carmagnole, i la cançó revolucionària en general, fou vista com una part important de la nova República Francesa i del sentiment nacional francès. La Carmagnole fou particularment popular perquè, com la cançó Ça ira ("Tot anirà bé"), contenia lletres simples que els analfabets pogueren aprendre i comprendre fàcilment i, per tant, participar en el cant.